# Aleksinac
Aleksinac (serb. Алексинац [aˈɫɛksinat͡s] ) ist eine Stadt und Gemeinde in Serbien im Okrug Nišava. Die Stadt hat 17.171 Einwohner und die Gemeinde 57.749 (Zensus 2002).
Das Dorf Aleksinac wurde zum ersten Mal 1516 in einer Auflistung osmanischer Siedlungen im Sandschak Kruševac erwähnt. Der Name der Stadt leitet sich einer Legende nach wahrscheinlich von dem Besitzer eines Kaffeehauses mit dem Namen Aleks ab.
Durch die Stadt fließen die Flüsse Moravica und Južna Morava. Der Bergfluss Moravica wurde zwischen Aleksinac and Sokobanja aufgestaut und bildet den Stausee Bovan. Er dient der Wasserversorgung der Region.

## Städte und Dörfer der Gemeinde
| - Aleksinac - Aleksinački Bujmir - Aleksinački Rudnik - Bankovac - Beli Breg - Belja - Bobovište - Bovan - Bradarac - Vakup - Veliki Drenovac - Vitkovac - Vrelo - Vrćenovica - Vukanja | - Vukašinovac - Glogovica - Golešnica - Gornja Peščanica - Gornje Suhotno - Gornji Adrovac - Gornji Krupac - Gornji Ljubeš - Gredetin - Grejač - Dašnica - Deligrad - Dobrujevac - Donja Peščanica - Donje Suhotno | - Donji Adrovac - Donji Krupac - Donji Ljubeš - Draževac - Žitkovac - Jakovlje - Jasenje - Kamenica - Katun - Koprivnica - Korman - Kraljevo - Krušje - Kulina - Lipovac | - Loznac - Loćika - Lužane - Ljupten - Mali Drenovac - Mozgovo - Moravac - Moravski Bujmir - Nozrina - Porodin - Prekonozi - Prćilovica - Prugovac - Radevce - Rsovac | - Rutevac - Srezovac - Stanci - Stublina - Subotinac - Tešica - Trnjane - Ćićina - Crna Bara - Česta - Čukurovac - Šurić |

## Partnerstädte
- Eana, Griechenland
- Hisarya, Bulgarien
- Lavris, Griechenland
- Patras, Griechenland
- Sampolitio, Griechenland
- Veronas, Griechenland
- Zagorje ob Savi, Slowenien

## Söhne und Töchter des Ortes
- Dragoslav Mihajlović (1906–1978), Fußballspieler
- Jana Radosavljević (* 1996), Fußballspielerin